# Douro Range
Douro Range är ett berg i Kanada.   Det ligger i territoriet Nunavut, i den norra delen av landet, 3 500 km norr om huvudstaden Ottawa. Toppen på Douro Range är 239 meter över havet, eller 83 meter över den omgivande terrängen. Bredden vid basen är 0,83 km.
Terrängen runt Douro Range är kuperad norrut, men söderut är den platt. Trakten runt Douro Range är nära nog obefolkad, med mindre än två invånare per kvadratkilometer.. Det finns inga samhällen i närheten.
Trakten runt Douro Range är permanent täckt av is och snö.